# Lothal
Koordinaten: 22° 31′ 17″ N, 72° 14′ 58″ O

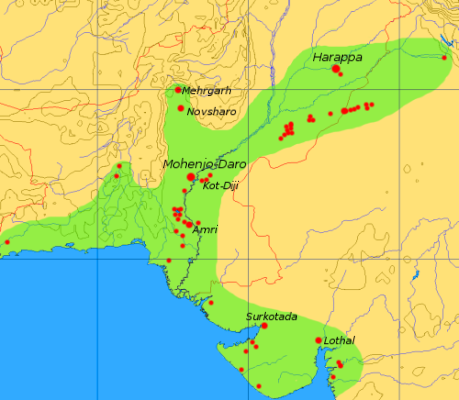
Ausdehnung und wichtigste Stätten der Indus-Kultur

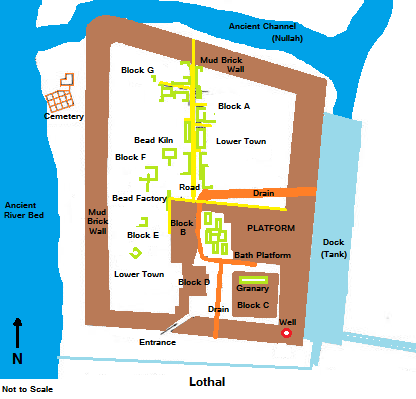
Plan der Ausgrabung von Lothal

Lothal [/ˈloːtʰəl/] (Gujarati લોથલ ‚Hügel der Toten‘) war eine wichtige Stadt der antiken Indus-Kultur. Die im heutigen Bundesstaat Gujarat gelegene und aus dem 24. Jahrhundert v. Chr. stammende Stadt ist Indiens wichtigste archäologische Stätte aus dieser Ära.
Lothal liegt in der Nähe der Stadt Saragwala im Taluk (eine administrative Einheit) Dholka des Bezirks Ahmedabad, sechs Kilometer südöstlich der Station Lothal-Bhurkhi der Eisenbahnlinie Ahmedabad–Bhavnagar, und ist auch an die Allwetterstraßen nach Ahmedabad (85 km), Bhavnagar, Rajkot und Dholka angeschlossen. Die nächstgelegenen Städte sind Dholka und Bagodara.
Der Kai/Quai von Lothal – der älteste bekannte Quai der Welt – verband die Stadt mit einem alten Verlauf des Sabarmati auf der Handelsstraße zwischen Harappa in Sindh und der Halbinsel Saurashtra, als die umgebende Wüste Kachchh noch ein Teil des Arabischen Meeres war. In alten Zeiten war es ein lebhaftes und florierendes Handelszentrum, von wo aus Perlen, Edelsteine und wertvolle Schmuckstücke bis nach Vorderasien gehandelt wurden.
Nach der Entdeckung im Jahre 1954 leitete der Archaeological Survey of India (ASI) vom 13. Februar 1955 bis zum 19. Mai 1960 die Ausgrabung. Dabei förderte man die Siedlung und das Hafengelände zu Tage. Nach der Wiederaufnahme der Ausgrabungen legten die Archäologen Suchgräben an den nördlichen, östlichen und westlichen Flanken des Hügels an und entdeckten dabei die Kanäle und nullah (Canyons oder Gullies), die den Hafen mit dem Fluss verbanden. Die Funde umfassten einen Hügel, eine Siedlung, einen Marktplatz und den Hafen. In der Nähe der Ausgrabungsstätte befindet sich das Archäologische Museum, in dem eine der bekanntesten Sammlungen von Objekten aus der Indus-Kultur im modernen Indien ausgestellt wird.
Lothal wurde 2014 auf die Tentativliste des UNESCO-Welterbes aufgenommen.

## Archäologie
Die Bedeutung des Namens Lothal, der aus den Gujarati-Wörtern Loth und (s)thal zusammengesetzt ist und als „Hügel der Toten“ übersetzt wird, ist nicht ungewöhnlich, da der Name der Stadt Mohenjo-Daro in Sindhi das Gleiche bedeutet. Die Menschen in den späteren Nachbarorten von Lothal wussten von der Präsenz einer alten Stadt und menschlichen Überresten. Noch 1850 konnten Boote bis an den Hügel heransegeln, und 1942 wurde Holz per Schiff von Bharuch nach Saragwala gebracht. Ein versandeter Flussarm zwischen dem heutigen Bholad sowie Lothal und Saragwala zeigt den alten Verlauf eines Flusses.
Nach der Teilung Indiens 1947 fielen die meisten Städte der Indus-Kultur, darunter Mohenjo-Daro und Harappa, auf pakistanisches Gebiet. Der Archaeological Survey of India begann deshalb ein neues Forschungsprojekt und entdeckte mehrere Orte rund um Gujarat. Zwischen 1954 und 1958 wurden mehr als 50 Orte auf den Halbinseln Kutch und Saurashtra ausgegraben, wodurch sich zeigte, dass die Indus-Kultur um 500 km weiter nach Osten zum Fluss Kim reichte, wo Bhagatrav an die Flusstäler von Narmada und Tapti grenzt. Lothal ist 270 km von Mohenjo-Daro in Sindh entfernt.
Angesichts der relativ geringen Dimensionen des Stadtzentrums gab es Spekulationen, dass Lothal insgesamt keine große Ansiedlung und der vermeintliche Hafen vielleicht ein Bewässerungsreservoir war. Der ASI und weitere Archäologen versichern jedoch, dass die Stadt Teil eines Flusssystems auf der alten Handelsroute von Sindh nach Saurashtra in Gujarat war.
Funde auf Friedhöfen deuten an, dass die Einwohner von dravidischer, proto-australoider oder mediterraner Physiognomie gewesen sein dürften. Lothal bietet die größte indische Sammlung vorgeschichtlicher archäologischer Funde. Im Wesentlichen sind die Funde der Indus-Kultur zuzuordnen. Außerdem existierte eine indigene Glimmer-Red-Töpfer-Ware, die zeitlich vermutlich vor der Indus-Kultur lag. Man unterscheidet zwei Teilperioden der Indus-Kultur; die Haupt-Periode (2400–1900 v. Chr.) ist identisch mit der eigentlichen Kultur von Harappa und Mohenjo-Daro.

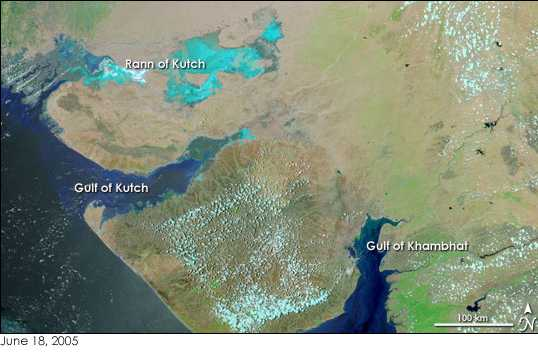
Im Nordwesten von Lothal befindet sich die Halbinsel Kutch, die bis vor kurzem Teil des Arabischen Meeres war. Deshalb und wegen der Nähe zum Golf von Cambay bot der Fluss von Lothal direkten Zugang zu den Seewegen.

In Lothal blühte die Indus-Kultur noch, als sie in Mohenjo-Daro und Harappa bereits verfallen war. Aber tropische Stürme und Fluten sorgten für immense Zerstörungen, die die Kultur destabilisierten und schließlich zum Ende brachten. Die topografische Analyse weist darauf hin, dass die Region zur Zeit des Untergangs unter Trockenheit und schwächeren Regenfällen beim Monsun litt. Die Gründe für die Aufgabe der Stadt sind somit sowohl in Klimaveränderungen als auch in Naturkatastrophen zu sehen, wie magnetische Aufzeichnungen der Umgebung andeuten.
Lothal liegt auf einem Hügel, der als Salzwiese von der Flut überschwemmt wurde. Fernerkundung und topographische Studien, die 2004 von indischen Wissenschaftlern im Journal of the Indian Geophysicists Union veröffentlicht wurden, enthüllen einen alten, gewundenen Fluss in der Nähe von Lothal (laut Satellitenbildern 30 km lang), der eine alte Verlängerung des nördlichen Flussbetts eines Nebenflusses des Bhogavo darstellt. Die geringe Weite (10–300 m) im Vergleich zum Unterlauf (1,2–1,6 km) lassen vermuten, dass die Flut bis zur Stadt oder noch weiter reichte. Die oberen Teile des Flusses waren eine nützliche Süßwasser-Quelle für die Einwohner.

## Geschichte
Vor der Ankunft der Harappa-Kultur (etwa 2400 v. Chr.) war Lothal ein kleiner Ort in der Nähe eines Flusses, der vom Golf von Khambhat aus Zugang zum Festland bot. Die Einwohner unterhielten eine florierende Wirtschaft, die durch die Entdeckung von Kupfer-Objekten, Perlen und Halbedelsteinen bezeugt wird. Es gab Keramik aus feinem, glatten Ton mit einer roten Glimmer-Oberfläche. Sie verbesserten die Technik für das Brennen von Töpferwaren unter teil-oxidierenden und reduzierenden Bedingungen. Die Bewohner trugen in sumerischer Sprache den Namen Meluḫḫiter.
Die Harrappa-Leute interessierten sich wohl vor allem für den geschützten Hafen, die reichhaltigen Baumwoll- und Reis-Felder und die Perlen-Industrie. Im Westen gab es vermutlicherweise eine große Nachfrage für Perlen und Edelsteine aus Lothal. Die neuen Siedler lebten anscheinend friedlich mit ihren Vorgängern zusammen, die ihren Lebensstil annahmen, was sich am florierenden Handel und den veränderten Arbeitstechniken zeigt. Die Harrappa-Leute begannen, die Keramikgüter nach Art der indigenen Bevölkerung zu produzieren.

### Stadtplanung
Eine Flut zerstörte um 2350 v. Chr. die Fundamente der Stadt und der Siedlungen. Die Harrappa-Leute aus der Umgebung von Lothal und Sindh nutzten die Gelegenheit, um ihre Siedlung zu erweitern und eine Stadtplanung nach dem Vorbild größerer Städte im Industal durchzuführen. Die Planer von Lothal wollten das Gebiet vor Fluten schützen. Sie teilten die Stadt in Blöcke mit ein bis zwei Meter hohen Plattformen aus sonnengetrockneten Ziegeln, auf denen jeweils 20–30 Häuser aus dickem Schlamm und Ziegeln errichtet wurden.
Die Stadt bestand aus einer Zitadelle oder Akropolis und einem unteren Stadtteil. Die Herrscher lebten in der Akropolis, die geflieste Bäder, unter- und oberirdische Drainagen aus gerösteten Ziegeln und einen Trinkwasserbrunnen bot. Der untere Stadtteil bestand aus zwei Sektoren. Die in Nord-Süd-Richtung zwischen den Wohngebieten verlaufende Hauptstraße diente als Handelszentrum; am Straßenrand befanden sich Geschäfte von reichen und einfachen Kaufleuten und Handwerkern. In der Blütezeit wurde die untere Stadt regelmäßig vergrößert.
Für die Ingenieure besaß die Errichtung von Hafen und Lagerhaus höchste Priorität, um den Anforderungen des Seehandels gerecht zu werden. Während die Mehrheit der Archäologen diese Struktur als Hafen identifiziert, gibt es Stimmen, die von einem Bewässerungsbecken und Kanal sprechen. Der im Osten der Stadt errichtete Hafen gilt als technische Höchstleistung. Er liegt abseits des zentralen Flusslaufs, um eine Versandung zu vermeiden, bietet jedoch auch bei Flut Zugang für die Schiffe. Das Lagerhaus befindet sich auf einem 3,5 m hohen Podium aus Schlammziegeln nahe der Akropolis, so dass die Herrscher die Aktivitäten im Hafen und Lagerhaus überwachen konnten. Ein 220 m langer Anlegeplatz an der Westseite des Hafens, der über eine Rampe mit dem Lagerhaus verbunden war, erleichterte den Warentransport.
Dem Lagerhaus gegenüber gab es ein wichtiges öffentliches Gebäude, dessen Oberbau vollständig verschwunden ist. Während ihrer Geschichte war die Stadt oft Fluten und Stürmen ausgesetzt. Der Hafen und die Stadtmauern blieben erhalten. Der eifrige Wiederaufbau der Stadt verstärkte den Handel. Mit der steigenden Prosperität sank jedoch die Sorgfalt gegenüber den baulichen Strukturen, womöglich als Folge eines zu großen Vertrauens in ihre Systeme. Eine Flut von mittlerem Ausmaß offenbarte 2050 v. Chr. einige Schwächen, aber die Probleme wurden nicht angemessen behandelt.

### Ökonomie und städtische Kultur

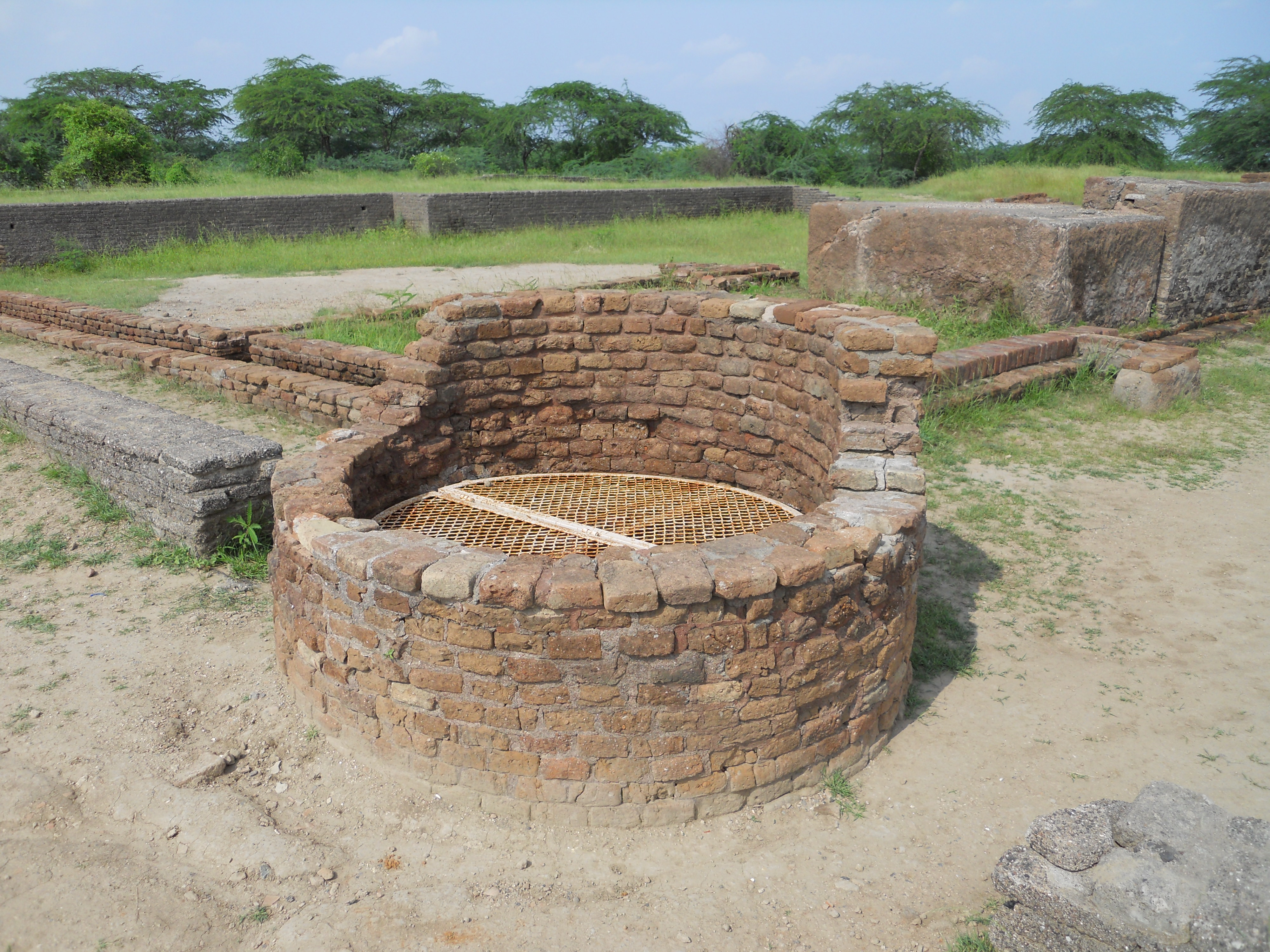
Ein alter Brunnen und die Drainage-Kanäle der Stadt

Die einheitliche Organisation der Stadt und ihrer Institutionen zeigen die Disziplin der Harappa-Leute. Handel und Verwaltung entsprachen den Standards, die aus dem Industal bekannt sind. Die Stadtverwaltung war sehr strikt – die Breite der meisten Straßen blieb für lange Zeit gleich und man baute keine darauf greifenden Strukturen. Die Hausbesitzer verfügten über Sickergruben oder Sammelbehälter, um den Müll zu sammeln, damit dieser nicht die Abwasser-Kanäle verstopfte. Drainagen, Schächte und Klärgruben hielten die Stadt sauber und leiteten den Müll in den Fluss, der von der Flut ausgewaschen wurde.
Es entwickelte sich ein provinzieller Stil in der Kunst; dazu gehörten Porträts von Lebewesen in ihrer natürlichen Umgebung sowie Darstellungen von Geschichten und Folklore. An öffentlichen Plätzen errichtete man Feueraltäre. Metallwaren, Gold, Schmuck und geschmackvoll dekorierte Ornamente zeigen die Kultur und Prosperität der Menschen von Lothal. Ihre Ausstattung – Metallwerkzeuge, Gewichte, Maße, Siegel, Steingut und Ornamente – entsprach dem Standard und der Qualität der Indus-Kultur.
Lothal war ein wichtiges Handelszentrum, das en masse Rohstoffe wie Kupfer, Kieselerde und Halbedelsteine aus Mohenjo-Daro und Harappa importierte und an Städte und Dörfer verkaufte. Hier wurden auch große Mengen an Bronze-Werkzeugen, Fischhaken, Beiteln, Speeren und Ornamenten produziert. Lothal exportierte Perlen, Edelsteine, Elfenbein und Muscheln. Die Stein-Industrie orientierte sich an häuslichen Bedürfnissen und feine Kieselerde wurde aus dem Sukkur-Tal oder aus Vijayapura im heutigen Karnataka importiert. Bhagatrav lieferte Halbedelsteine, während Muscheln aus Dholavira und Bet Dwarka kamen. Das Handelsnetzwerk, das den Einwohnern große Prosperität gewährte, erstreckte sich über die Grenzen bis nach Bahrain und Sumer.

### Jahre des Verfalls

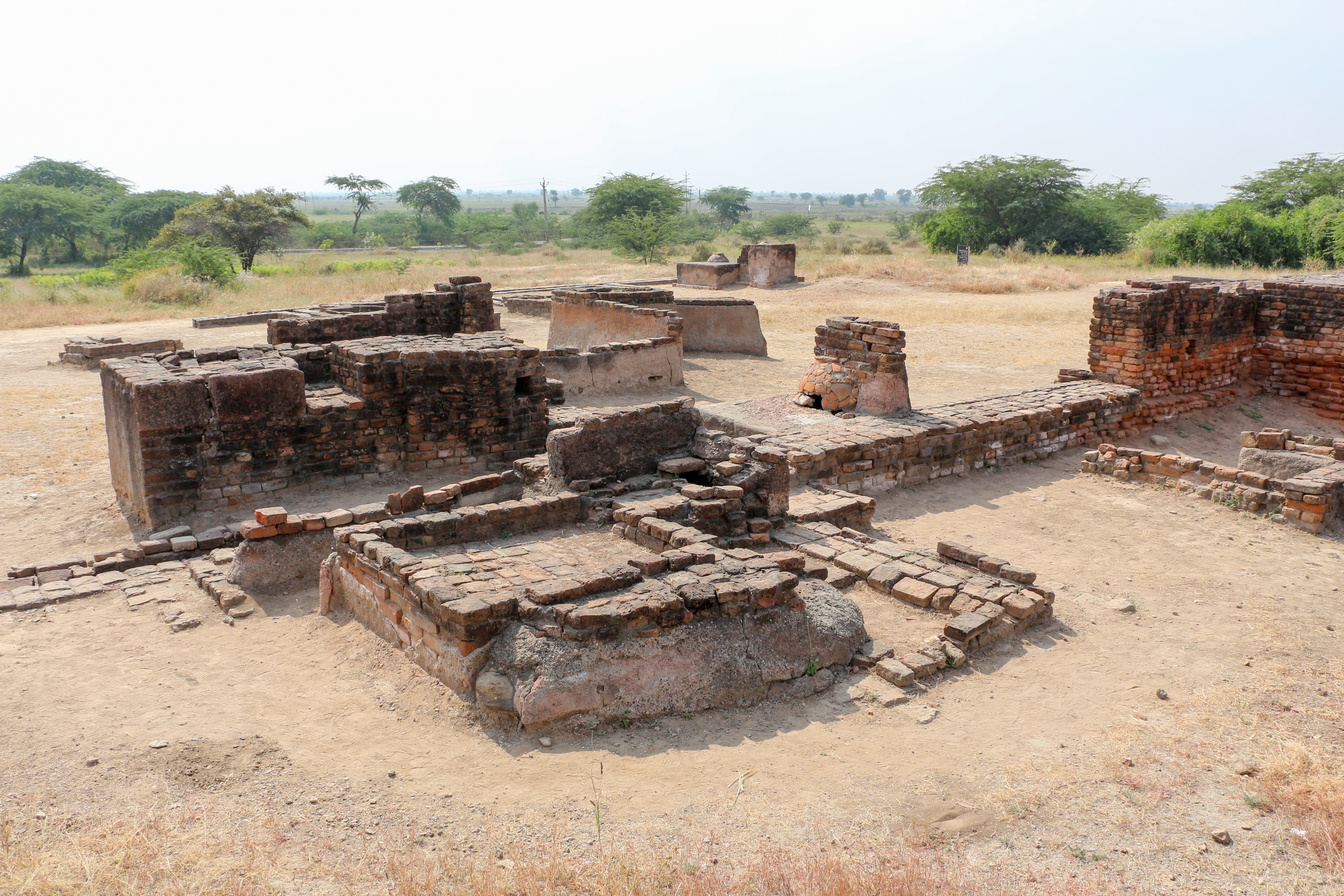
Die Struktur mit Badezimmer und Toilette in den Häusern von Lothal

Während die Debatte über das Ende der Indus-Kultur andauert, sprechen die archäologischen Indizien des ASI dafür, dass Lothal durch Naturkatastrophen wie Fluten und Stürme zugrunde ging. Etwa 2000–1900 v. Chr. überschwemmte eine mächtige Flut die Stadt und zerstörte die meisten Häuser, wobei Mauern und Plattformen schwer beschädigt wurden. Die Akropolis und die Residenz wurden dem Erdboden gleichgemacht und anschließend von gewöhnlichen Händlern und provisorisch neu errichteten Häusern bevölkert. Die schwerstwiegende Folge war der veränderte Verlauf des Flusses, der den Zugang zu den Schiffen und dem Hafen verhinderte.
Obwohl der Herrscher die Stadt verließ, errichtete die Bevölkerung einen flachen Zugang zum Fluss, um kleine Schiffe hereinzulassen. Man baute neue Häuser, ohne die Trümmer der Flut zu entfernen, wodurch die Wohnqualität litt und spätere Schäden wahrscheinlicher wurden. Die öffentlichen Kanalanlagen wurden durch Entwässerungsgefäße ersetzt. Die Bürger bauten die öffentlichen Bäder wieder auf und behielten die Feuerverehrung. Mit einer schlecht organisierten Regierung und ohne äußeren Einfluss oder eine Zentralregierung war es nicht möglich, die öffentlichen Einrichtungen vernünftig zu reparieren oder zu erhalten. Das Lagerhaus wurde nie angemessen repariert und die Vorräte lagerte man in hölzernen Zelten, wo sie durch Fluten und Brände bedroht waren.
Die Wirtschaft der Stadt veränderte sich. Das Handelsvolumen sank beträchtlich, aber nicht katastrophal und die Ressourcen waren weniger umfangreich. Die unabhängigen Geschäfte brachen ein, was zu einem händlerzentrierten System von Fabriken führte, in denen Hunderte von Handwerkern für den gleichen Lieferanten und Geldgeber arbeiteten. Die Perlenfabrik verfügte über zehn Wohnzimmer und einen großen Arbeitshof. Die Kupferschmiede besaß fünf Öfen und geflieste Becken, an denen mehrere Künstler arbeiten konnten.
Die abnehmende Prosperität der Stadt, der Mangel an Ressourcen und die schlechte Verwaltung vergrößerten die Sorgen der von Flut und Sturm gepeinigten Bewohner. Die zunehmende Versalzung des Bodens machte das Land unfruchtbar, wie es auch in den benachbarten Städten Rangpur, Rojdi, Rupar und Harrapa in Punjab sowie Mohenjo-Daro und Chanhudaro in Sindh zu erkennen ist. 1900 v. Chr. zerstörte eine Flut die schwächelnde Stadt auf einen Schlag. Die archäologische Analyse zeigt, dass das Becken und der Hafen mit Schlick und Abfällen verstopft und die Gebäude bis zum Grund zerstört wurden. Die Flut betraf die gesamte Region von Saurashtra, Sindh und dem südlichen Gujarat sowie die Oberläufe von Indus und Satluj, wo viele Städte und Dörfer weggespült wurden. Die Bevölkerung floh ins Landesinnere.

### Spätere Indus-Kultur

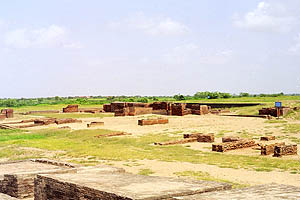
Der archäologische Ort Lothal

Laut archäologischen Indizien war die Gegend weiterhin bewohnt, wenn auch von einer kleineren Bevölkerung ohne städtische Lebensweise. Die wenigen Menschen, die nach Lothal zurückkehrten, konnten ihre Stadt nicht wieder aufbauen und reparieren. Dennoch blieben sie und hielten an ihren religiösen Traditionen fest, wobei sie in einfachen Häusern und Riedhütten lebten. Dass sie Harrappa-Leute waren, zeigt die Analyse ihrer Überreste auf dem Friedhof. Während der Handel und die Ressourcen der Stadt fast völlig verschwunden waren, behielten die Menschen verschiedene Eigenarten der Schrift, der Töpferei und anderer Produkte bei.
Ungefähr zu dieser Zeit verzeichnen die Archäologen des ASI eine Massenflucht aus Punjab und Sindh nach Saurashtra und ins Tal des Sarasvati (1900–1700 v. Chr.). Hunderte von schlecht ausgerüsteten Siedlungen hat man diesen Menschen, die man als späte Harappa-Leute bezeichnet, zugeschrieben, einer völlig deurbanisierten Kultur, die sich durch steigenden Analphabetismus, eintönige Wirtschaft, unzureichende Verwaltung und Armut auszeichnete. Obwohl die Indus-Siegel keine Verwendung mehr fanden, blieb das System der Gewichte mit einer Einheit von 8,573 Gramm erhalten.
Zwischen 1700 und 1600 v. Chr. wurde der Handel wiederbelebt. In Lothal gab es eine Massenproduktion von Keramiken wie Schalen, Tellern und Krügen. Händler benutzten für Steinklingen einheimische Materialien wie Chalcedon anstelle von Kieselerde. Geschliffene Sandstein-Gewichte ersetzten die bisherigen sechseckigen Gewichte. Die anspruchsvolle Indus-Schrift wurde vereinfacht, indem man sie von Piktogrammen befreite und die malerischen Elemente auf Wellenlinien, Schleifen und Wedel reduzierte.

## Zivilisation
Die Menschen von Lothal leisteten bedeutende und oft einzigartige Beiträge zur menschlichen Zivilisation in der Indus-Ära auf dem Gebiet der Stadtplanung, Kunst, Architektur, Wissenschaft, Ingenieurskunst und Religion. Ihre Arbeit in der Metallurgie, der Siegel- und Perlenproduktion sowie der Schmuckherstellung war die Basis für ihre Prosperität.

### Wissenschaft, Mathematik und Ingenieurskunst

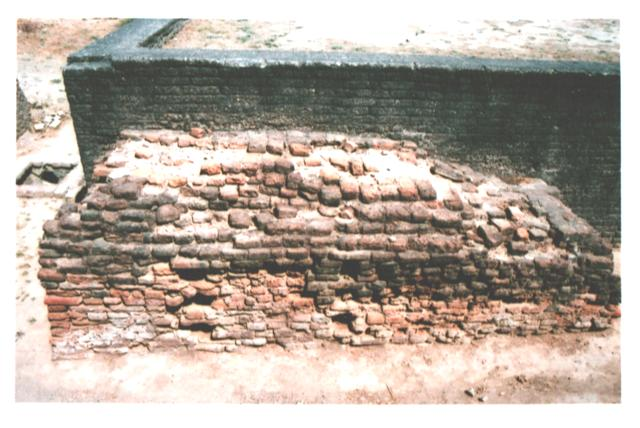
Steinblock im Drainagekanal mit vier Löchern, an dem das Netz zur Filterung des groben Schmutzes installiert war

Ein dickes ringförmiges Objekt aus Muscheln mit vier Schlitzen auf zwei Rändern diente als Kompass, um Winkel auf ebenen Oberflächen oder am Horizont in Abschnitten von 40 Grad bis zu 360 Grad zu messen. Solche Instrumente waren wahrscheinlich erfunden worden, um acht bis zwölf Teile des Horizonts und des Himmels zu messen, was auch die Schlitze auf den unteren und oberen Rändern erklärt. Archäologen sehen darin einen Beweis dafür, dass es den Experten aus Lothal bereits 2000 Jahre vor den Griechen gelungen war, mittels einer Einteilung des Himmels und eines Geräts zur Winkelmessung und der Bestimmung von Sternpositionen zu navigieren.
Lothal lieferte eine von drei Messskalen, die integriert und linear sind (weitere findet man in Harappa und Mohenjo-Daro). Ein Maßstab aus Elfenbein besitzt die kleinsten Dezimal-Einteilungen der Indus-Zivilisation. Er ist 6 mm dick, 15 mm breit und 128 mm lang, aber nur 27 Teilstriche sind auf einer Länge von 46 mm im Abstand von 1,7 mm sichtbar. Angesichts der geringen Größe wurde das Gerät wohl für filigrane Arbeiten benutzt. Zehn Einheiten nach dem Maßstab von Lothal entsprechen in etwa dem angula im Arthashastra. Die Händler von Lothal achteten darauf, die Steingewichte dauerhaft und genau zu machen, indem sie vor dem Polieren Ecken abstumpften.
Für ihr berühmtes Drainage-System schufen die Ingenieure von Lothal Kragendächer und ein Schutzdach aus ofengebrannten Ziegeln über der Plattform, wo das Abwasser in die Klärgrube floss. Hölzerne Schutzvorrichtungen in den Fugen der seitlichen Drainagewände hielten den festen Schmutz zurück. Der Brunnen besteht aus strahlenförmigen Ziegeln (2,4 m im Durchmesser und 6,7 m tief). Es gab ein einwandfreies Netzwerk von unterirdischen Kanälen, Schlammkammern und Klärgruben sowie Kammern für die festen Abfälle. Das Kanalsystem lieferte den Archäologen wertvolle Hinweise auf den Verlauf der Straßen sowie die Organisation von Häusern und Bädern. Im Durchschnitt ist die Kanalisation 20–46 cm tief, die äußeren Dimensionen betragen 86 × 68 × 33 cm.
Die Ziegelproduzenten gingen bei der Herstellung logisch vor und achteten besonders auf die Dicke der Strukturen. Die Ziegel wurden als Kopf- und Läuferstein in gleichen oder unterschiedlichen Schichten verwendet. Die Archäologen nehmen an, dass die Ziegel ein Größenverhältnis von 1 : 0,5 : 0,25 besaßen und damit in Dimensionen standen, die integrale Vielfache der Lothal-Maßeinheit von 25 mm waren.

### Religion und Totenverehrung
Die Menschen aus Lothal verehrten einen Feuergott, der vielleicht der gehörnten Gottheit namens Atha (Athar) oder Arka entspricht, die auf Siegeln abgebildet ist. Dafür spricht auch die Präsenz privater und öffentlicher Feueraltäre, wo Tiere und Vieh geopfert wurden. Archäologen haben goldene Anhänger, verkohlte Asche von Terrakotta-Platten und Töpferwaren, Überreste von Rindern, Perlen und andere Hinweise für die Praxis eines Gavamayana-Opfers gefunden, das man mit der antiken Veda-Religion verbindet.
Es gibt auch Hinweise auf eine Verehrung von Tieren, aber keine Verehrung einer Muttergottheit, wie sie in anderen harappanischen Städten vorkommt – Experten sehen darin den Beweis für die Vielfalt der religiösen Traditionen. Jedoch glaubt man, dass die Menschen einen Meeresgott verehrten, der vielleicht mit der Muttergottheit der Indus-Ära verwandt war. Heute verehren die Einwohner einen Meeresgott namens Vanuvati Sikotarimata, was auf eine Verbindung zu den Traditionen des antiken Hafens und der Vergangenheit mit der Verbundenheit zum Meer hinweist.
In Lothal ist mindestens ein Fall eines gemeinsamen Begräbnisses von Mann und Frau bekannt. Indische Archäologen hielten die älteste bekannte Praxis der Witwenverbrennung (Sati) für möglich. Aber die Archäologen fanden heraus, dass diese Praxis um 2000 v. Chr. aufgegeben worden war (bestimmt durch den zeitlichen Unterschied der Begräbnisse der Überreste, ermittelt mit der Radiokohlenstoffdatierung) und nur noch vereinzelt Anwendung fand.
Angesichts der geringen Anzahl entdeckter Gräber (nur 17 bei einer geschätzten Bevölkerungszahl von 15.000) vermutet man, dass die Einwohner auch Feuerbestattungen durchführten. Begräbnisse nach der Verbrennung sind aus anderen Indus-Orten wie Harappa, Mehi oder Damb-Bhuti bekannt. Auf dem Hügel fand man zudem die mumifizierten Überreste eines Assyrers und eines Ägypters.

### Perlen und Siegel
Die Entdeckung geätzter Karneol- und ungeätzter Fass-Perlen in Kisch und Ur (Irak), Dschalalabad (Afghanistan) und Susa (Iran) beweist die Popularität der in Lothal zentrierten Perlen-Industrie in ganz Westasien. Die Lapidarien zeigen einen feinen Geschmack bei der Auswahl der Steine in vielfältigen Farben, woraus Perlen verschiedener Form und Größe entstehen.
Die Methoden der Perlen-Hersteller von Lothal waren so fortschrittlich, dass sie 4000 Jahre lang nicht verbessert werden konnten. Moderne Produzenten im Gebiet von Cambay benutzen die gleiche Technik. Doppeläugige Perlen aus Achat, geschnappte oder goldbedeckte Perlen aus Jaspis sowie die Karneol-Perlen gelten als Spezialitäten von Lothal. Berühmt waren auch die mikrozylindrischen Perlen aus Talk.
In Lothal wurden 213 Siegel gefunden. Es liegt damit bezüglich der Bedeutung an dritter Stelle in der Indus-Kultur. Die Siegel gelten als Meisterwerke der Steingravur und der Kalligraphie. Die Gravuren zeigten vor allem Bullen mit kurzen Hörnern, Bergziegen, Tiger und zusammengesetzte Tiere wie den Elefanten-Bullen. Fast jedes Siegel enthält eine kurze Inschrift eines Intaglio.
Stempelsiegel mit eingefügten Kupferringen wurden zum Versiegeln von Gütern verwendet und enthielten Abdrücke von Packmaterialien wie Matten, umgeschlagenen Stoff oder Seile; das gab es nur in Lothal. Quantitative Beschreibungen, Siegel von Herrschern und Eigentümer wurden auf Güter aufgetragen. Ein einzigartiges Siegel stammt aus Bahrain: ein kreisförmiges Motiv mit einem Drachen umgeben von Gazellen.

### Metallurgie und Schmuck

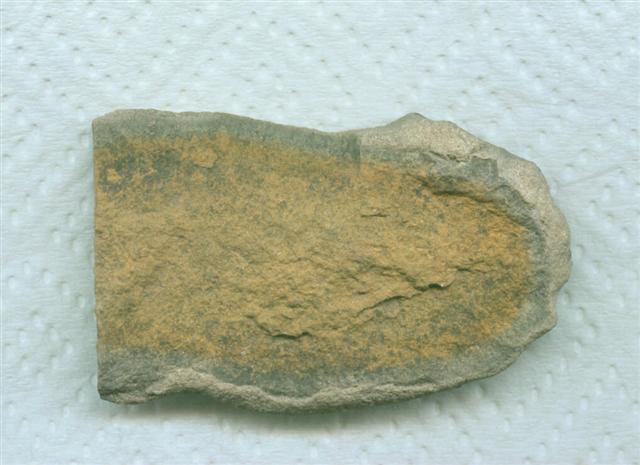
Ein geschnitztes Steinwerkzeug, vielleicht der Kopf eines Meißels

Das Kupfer von Lothal ist außergewöhnlich rein, ohne das Arsen, das von den Kupferschmieden im restlichen Indus-Tal üblicherweise verwendet wurde. Die Stadt importierte Barren von der arabischen Halbinsel. Arbeiter mischten Zinn mit Kupfer, um daraus Äxte, Pfeilspitzen, Fischhaken, Meißel, Armreife, Bohrer und Speerspitzen herzustellen, wobei die Waffenproduktion jedoch nebensächlich war. Sie wandten auch fortschrittliche Metallurgie an, z. B. die cire-perdue-Gusstechnik und nutzten mehr als einteilige Formen, um Vögel und Tiere zu gießen. Sie erfanden auch neue Werkzeuge wie gebogene Sägen und gewundene Bohrer, die anderen Zivilisationen zu dieser Zeit unbekannt waren.
Lothal war ein bedeutendes Zentrum der Muschelverarbeitung, das von den großen Mengen hochwertiger Muscheln im Golf von Kachchh und an der Küste von Kathiawar profitierte. Perlen, Salbengefäße, Schöpfkellen, Einlegearbeiten und einiges mehr wurden für den Export und den lokalen Bedarf produziert. Auch Bestandteile von Saiteninstrumenten wie das Plektrum oder der Steg wurden aus Muscheln hergestellt. Eine Elfenbein-Fabrik arbeitete unter strikter offizieller Aufsicht und man dachte über die Domestizierung von Elefanten nach. Ein Siegel aus Elfenbein und gesägte Stücke für Kisten, Kämme, Stäbe, Einlegearbeiten und Ohrringe fand man bei Ausgrabungen.
Lothal produzierte zahlreichen Goldschmuck; die schönsten Stücke sind kleine Goldperlen in fünf Strängen in Halsketten, die einen Durchmesser von weniger als 0,25 mm hatten. Zylindrische, kugelförmige und Jaspis-Goldperlen mit rechtwinkligen Ecken ähneln den modernen Pendants, die Frauen in Gujarat im Haar tragen. Eine große Scheibe mit Löchern, die an einem Opferaltar gefunden wurde, ist vergleichbar mit dem rukma, das vedische Priester tragen. Ohrstecker, Zahnräder und herzförmige Ornamente aus Fayence und Talk waren in Lothal beliebt. Ein Ring aus dünnem Kupferdraht, der in doppelte Spiralen gedreht ist, ähnelt den Golddraht-Ringen, die moderne Hindus bei der Hochzeit verwendet.

### Kunst

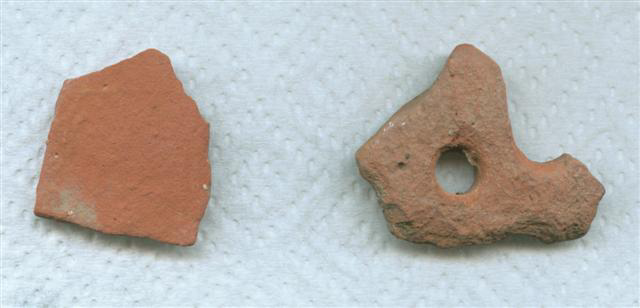
Gefäße aus rotem Ton

Lothal bietet zwei neue Arten von Töpferwaren, die man in anderen Indus-Kulturen nicht findet: eine konvexe Schüssel mit oder ohne Bolzengriff und ein kleines Gefäß mit auffallendem Rand, beide aus der Glimmer-Periode Red Ware. Die Künstler aus Lothal präsentierten eine neue Form der Malerei, die dem modernen Realismus ähnelt. Die Zeichnungen zeigen Lebewesen in ihrer natürlichen Umgebung. Auf einem großen Gefäß zeigt ein Künstler Vögel, die mit Fischen im Schnabel auf einem Baum sitzen, während ein fuchsähnliches Tier darunter steht. Diese Szene erinnert an die Geschichte mit der Krähe und dem schlauen Fuchs im Panchatantra.
Die künstlerische Imagination zeigt sich auch in sorgfältigen Porträts; so deuten mehrere Vögel mit den Beinen in der Luft einen Flug an, während halbgeöffnete Flügel einen bevorstehenden Flug suggerieren. Auf einem Miniaturgefäß findet man die Geschichte der durstigen Krähe und dem Reh (Das Reh kann aus dem engen Gefäß nicht trinken, während die Krähe Erfolg hat, indem sie Steine in das Gefäß wirft.). Die Merkmale der Tiere sind klar und anmutig. Bewegungen und Emotionen werden durch die Anordnung von Gliedern oder Gesichtszüge verdeutlicht – auf einem 15 × 5 cm großen Gefäß.
Ein komplettes Set von Terrakotta-Figuren (vergleichbar mit modernen Schachfiguren) wurde in Lothal gefunden – Tierfiguren, Pyramiden mit Elfenbeingriffen und schloss-ähnliche Objekte, die dem Schach-Set der ägyptischen Königin Hatschepsut ähneln. Die realistischen Abbildungen von Menschen und Tieren weisen auf sorgfältige Studien der anatomischen und natürlichen Merkmale hin.
Eine männliche Büste mit schlitzförmigen Augen, einer spitzen Nase und einem eckigen Bart erinnert an sumerische Figuren, vor allem Steinskulpturen aus Mari. Bei Bildern von Männern und Frauen werden muskuläre und physische Merkmale hervorgehoben. Bei den Terrakotta-Modellen gibt es auch Unterschiede zwischen Hunden und Bullen. Tierfiguren mit Rädern und beweglichen Köpfen wurden als Spielzeug verwendet.

## Das ausgegrabene Lothal

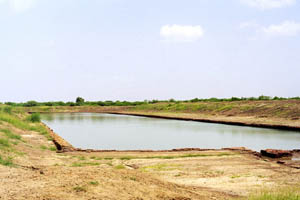
Der Hafen von Lothal

Laut Plan hatte Lothal eine Ausdehnung von 285 m in Nord-Süd-Richtung und 228 m in Ost-West-Richtung. Auf dem Höhepunkt der Bevölkerung bedeckte die Stadt jedoch eine größere Fläche, wie Funde 300 m südlich des Hügels zeigen. Aufgrund der fragilen Beschaffenheit von ungebrannten Ziegeln und regelmäßiger Fluten wurde der Oberbau aller Gebäude abgetragen. Verkümmerte Mauern, Plattformen, Brunnen, Kanäle, Bäder und geflieste Böden sind sichtbar. Dank des von der Flut abgelagerten Lehms blieben die Hafenmauern über die große Flut (1900 v. Chr.) hinaus erhalten.
Die Erosion und der Raub von Ziegeln ließen hohe Mauern verschwinden. Das alte Flusstal, der Einflusskanal und das Flussbett wurden auf ähnliche Weise verdeckt. Die von der Flut beschädigte Umgebungsmauer aus Schlammziegeln ist in der Nähe des Lagerhauses zu sehen. Überreste der Kanalisation sind verbrannte Ziegel in der Klärgrube. Außerdem sind kubische Blöcke des Lagerhauses auf einer hohen Plattform zu sehen.
Die ASI hat die Umgebungsmauern, den Anlegeplatz und viele Häuser der frühen Phase mit Erde bedeckt, um sie vor natürlichen Einflüssen zu schützen. Dennoch bereiten die notwendigen Maßnahmen zur Erhaltung der archäologischen Stätte große Sorgen. Zunehmende Versalzung und der Einfluss von Regen und Sonne zerstören allmählich die Überreste. Es gibt keine Barrikaden, um die Besucher daran zu hindern, auf dem empfindlichen Bauwerk aus Ziegeln und Schlamm herumzulaufen und streunende Hunde laufen ungehindert auf den Hügel. Durch den andauernden Regen hat sich Moos auf den Mauern gebildet. Durch Verschlammung reduzierte sich die Tiefe des Hafens um drei bis vier Meter und Salzablagerungen lassen die Ziegel verfallen. Die Kapillarität der Salze schwächt die Strukturen und erschwert die Arbeit der Restauratoren.

### Hafen und Lagerhaus

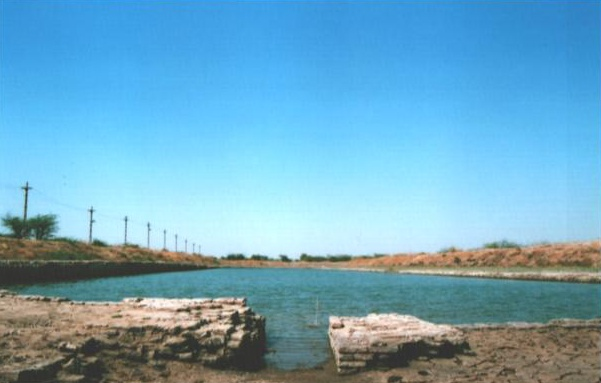
Der Hafen mit einer Schleuse, die einen stabilen Pegel ermöglicht

Der Hafen lag abseits der zentralen Strömung, um Ablagerungen zu vermeiden. Nach Ansicht moderner Ozeanografen mussten die Harappaner umfassende Kenntnisse über die Gezeiten haben, um solch einen Hafen auf dem wechselhaften Lauf des Sabarmati zu errichten, und außerdem über Fertigkeiten in der Hydrografie und maritimen Ingenieurskunst verfügen. Der Hafen von Lothal war weltweit der erste, der für Passagier- und Transportschiffe ausgerüstet war.
Man vermutet, dass die Ingenieure von Lothal die Gezeiten und ihre Auswirkungen auf Bauwerke studierten, da die Wände aus gebrannten Ziegeln bestanden. Anhand dieses Wissens wählten sie Lothal als Standort, da der Golf von Khambhat die höchste Amplitude besitzt und Schiffe in der Flussmündung durchgeschleust werden können. Die Ingenieure bauten eine trapezförmige Struktur mit einer Länge von 21 m (Nord-Süd) bzw. 37 m (Ost-West). Andere Forscher halten das Becken für einen Bewässerungstank, da die originalen Dimensionen nach modernen Standards nicht ausreichten, um Schiffe zu beherbergen und viel Verkehr durchzuführen.
Die ursprüngliche Höhe der Böschung betrug 4,26 m (heute 3,35 m). Der zentrale Einfluss war 12,8 m breit, ein weiterer befindet sich auf der gegenüberliegenden Seite. Um dem Wasserdruck standzuhalten, gab es an den Außenwänden Rücksprünge. Als der Fluss 2000 v. Chr. seinen Lauf änderte, wurde am längeren Arm ein schmälerer Einfluss (7 m breit) errichtet, der durch einen 2 km langen Kanal mit dem Fluss verbunden war. Bei einem Wasserpegel von 2,1–2,4 m konnten die Schiffe bei Flut in den Hafen fahren. Überschüssiges Wasser konnte über einen Abflusskanal (96,5 m breit und 1,7 m hoch) im südlichen Arm entweichen. Ein hölzerner Verschluss sorgte dafür, dass sich auch bei niedrigem Pegel genug Wasser im Becken befand.
Das für die Wirtschaft der Stadt bedeutende Lagerhaus stand ursprünglich auf 64 kubischen Blöcken mit 3,6 m Seitenlänge und 1,2 m breiten Passagen, die auf einem 3,5 m hohen Podium aus Schlammziegeln ruhten. Das Podest war sehr hoch, um maximalen Schutz vor Fluten zu gewährleisten. Passagen zwischen den Blöcken dienten als Luftlöcher und eine Rampe zum Hafen erleichterte die Ladung. Das Lagerhaus lag in der Nähe der Akropolis, um eine strikte Bewachung durch die herrschenden Autoritäten zu ermöglichen. Trotz sorgfältiger Vorkehrungen überstanden nur zwölf Blöcke die verheerende Flut; daraus entstand ein provisorisches Lager.

### Akropolis und untere Stadt
Die Akropolis, die 127,4 m (Ost-West) mal 60,9 m (Nord-Süd) maß, war das Stadtzentrum von Lothal, ihr politisches und kommerzielles Herz. Hier lebten die Herrscher. Es gab drei Straßen und zwei Gassen in Ost-West-Richtung und zwei Straßen in Nord-Süd-Richtung. Die vier Seiten der rechteckigen Plattform, auf der Häuser gebaut wurden, bestand aus 12,2–24,4 m dicken und 2,1–3,6 m hohen Strukturen aus Schlammziegeln.
Die Bäder (meistens Häuser mit zwei Zimmern und einem offenen Hof) befanden sich hauptsächlich in der Akropolis. Die Ziegel, mit denen die Bäder gefliest waren, wurden zum Schutz vor Sickerwasser poliert. Die Gehsteige wurden mit Kalk gepflastert und die Ecken mit dünnen Mauern getäfelt. Die Residenz des Herrschers hat eine Grundfläche von 43,92 m² und ein Bad (1,8 m²) mit Aus- und Einlauf. Die Überreste dieses Hauses weisen auf ein intelligentes Drainage-System hin.
Der Marktplatz der unteren Stadt befand sich auf der sechs bis acht Meter breiten Hauptstraße in Nord-Süd-Richtung. In geraden Reihen baute man auf beiden Seiten der Straße Wohnhäuser und Werkstätten, auch wenn die Kanäle und die Häuser aus der frühen Periode verschwunden sind. Die Straße behielt auch nach den Beschädigungen durch die Flut ihre einheitliche Breite. Es gibt mehrere zweiräumige Läden und Arbeitsräume von Kupferschmieden und Hufschmieden.

### Perlenfabrik und Heiligtum

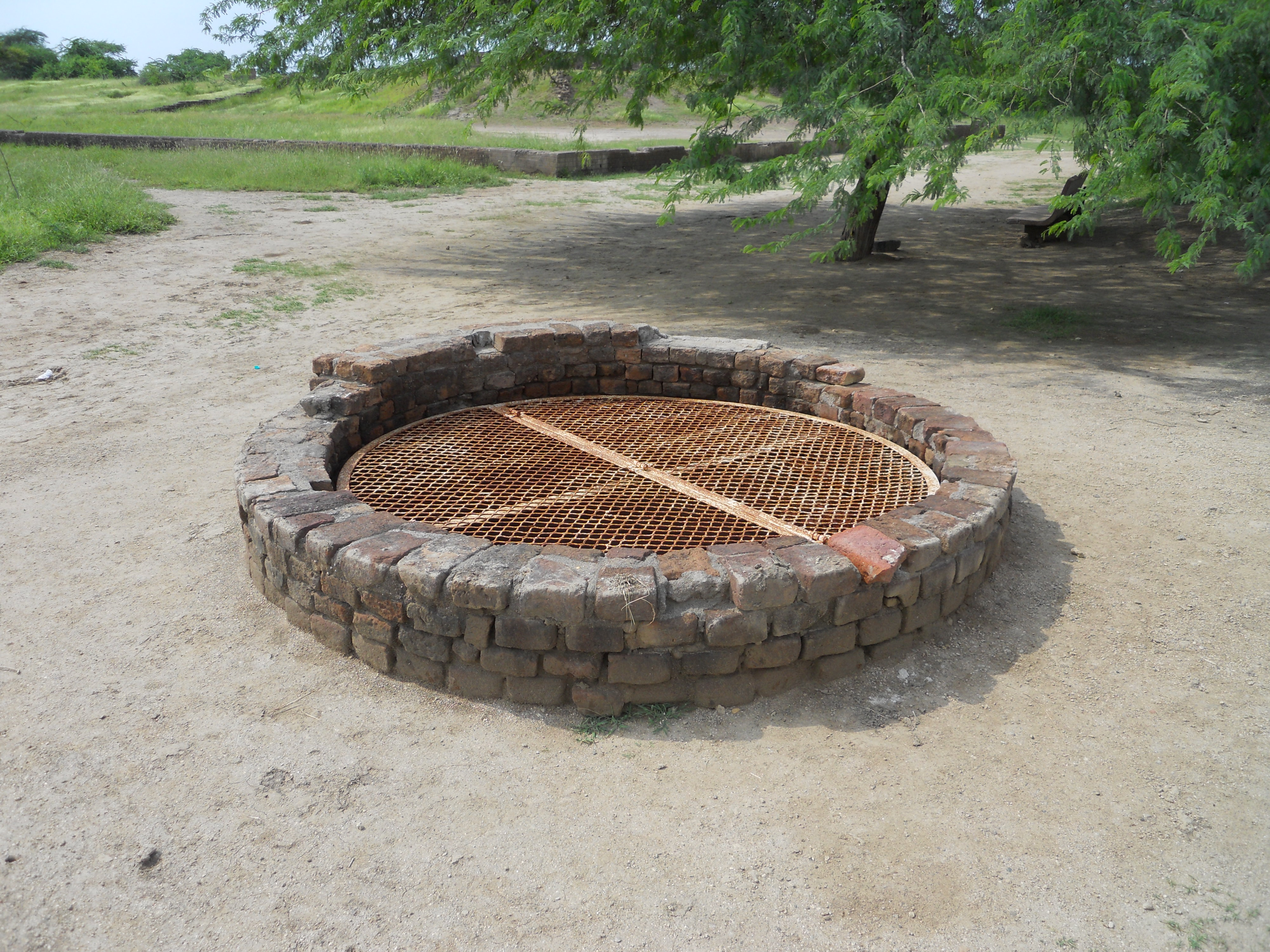
Der Hauptbrunnen

Die Perlenwerkstatt, die eine wichtige ökonomische Rolle spielte, verfügt über einen zentralen Hof und elf Zimmer (Wohnräume, Lager und Wache). Es gibt eine Aschegrube und einen zweiteiligen runden Ofen mit Öffnungen für den Brennstoff. Vier Schornsteine sind miteinander, mit der oberen Kammer und der Schüröffnung verbunden. Die Pflaster auf dem Boden und an den Wänden sind durch die Hitze während der Arbeit glasiert. Die Überreste von Rohstoffen wie Ried, Kuhdung, Sägemehl und Achat liefern Archäologen Hinweise auf die Funktionsweise des Ofens.
Gegenüber der Fabrik befindet sich ein großes Gebäude, dessen Bedeutung durch seinen Grundriss ersichtlich wird: vier große Räume und eine Halle mit einer Gesamtfläche von 17,1 × 12,8 m. Die Halle besitzt einen großen Eingang und auf einer Erhöhung in der südlichen Ecke des Gebäudes befindet sich ein Feueraltar. Einen quadratischer Stumpf aus Terrakotta im Zentrum verbindet man mit dem Verehrungsplatz in Kalibangan (Rajasthan), wodurch er ein Zentrum der Verehrung für die Menschen von Lothal darstellt.